# District historique de Brown Bay Plantation
Le district historique de Brown Bay Plantation – ou Brown Bay Plantation Historic District en anglais – est un district historique sur l'île de Saint John, dans les îles Vierges des États-Unis. Protégée au sein du parc national des îles Vierges, cette ancienne plantation sucrière est inscrite au Registre national des lieux historiques depuis le 23 juillet 1981.